# Pulchroglaucytes pulchra
Pulchroglaucytes pulchra är en skalbaggsart som först beskrevs av Waterhouse 1882.  Pulchroglaucytes pulchra ingår i släktet Pulchroglaucytes och familjen långhorningar.
Artens utbredningsområde är Madagaskar. Inga underarter finns listade i Catalogue of Life.